# Rocca de' Baldi
Rocca de' Baldi är en ort och kommun i provinsen Cuneo i regionen Piemonte i Italien. Kommunen hade 1 622 invånare (2018).